# Sepp Zeilbauer
Sepp Zeilbauer, född 24 september 1952, är en friidrottare från Österrike. Han deltog vid olympiska sommarspelen 1972, olympiska sommarspelen 1976 och olympiska sommarspelen 1980.